# Negro-d'Água
Diz a lenda que o Negro-d'Água ou Nego-d'Água habita diversos rios, tais como o Rio Tocantins, o Rio Grande, Rio Grande, oeste da Bahia e Rio São Francisco, onde possui um monumento do escultor juazeirense Ledo Ivo Gomes de Oliveira, obra com mais de doze metros de altura e que foi construída dentro do leito do rio, em sua homenagem, na cidade de Juazeiro, Bahia.
Segundo a lenda, o Negro-d'Água costuma aparecer para pescadores e outras pessoas junto aos rios. Manifestando-se com suas gargalhadas, negro, careca e com mãos e pés de pato, ele derruba a canoa dos pescadores, se eles se recusarem a lhe dar um peixe.
Em alguns locais do Brasil ainda existem pescadores que, ao sair para pescar, levam uma garrafa de cachaça e a atiram para dentro do rio, para que não tenham sua embarcação virada.
Essa história é bastante comum entre pessoas ribeirinhas, principalmente na Região Centro-Oeste do país, muito difundida entre os pescadores, dos quais muitos dizem já tê-lo visto.
Não há evidências de como surgiu esta lenda, o que se sabe é que o Negro-d'Água só habita os rios e raramente sai dele. Sua função seria amedrontar as pessoas que por ali passam, partindo anzóis de pesca, furando redes, dando sustos em pessoas nos barcos, etc.
Suas características são muito peculiares: ele seria a fusão de homem negro alto e forte com um anfíbio. Apresenta nadadeiras e corpo coberto de escamas mistas com a pele.